# Френсіс Мустафа
Френсіс Мустафа (кір. Francis Mustafa, нар. 3 травня 1996) — бурундійський футболіст, який грає на позиції півзахисника в руандійському клубі «Бугесера» та національній збірній Бурунді.

## Клубна кар'єра
Френсіс Мустафа розпочав виступи на футбольних полях у 2014 році в бурундійському клубі «Музінга», в якому грав до 2016 року. У 2016 році став гравцем руандійського клубу «Кійову Спортс». На початку 2018 року став гравцем кенійського клубу «Гор Магія», у складі якого двічі ставав чемпіоном країни. У 2019 році став гравцем руандійського клубу «Бугесера».

## Виступи за збірну
Френсіс Мустафа у 2015 року дебютував у складі збірної Бурунді в матчі проти збірної Ефіопії. У складі збірної був учасником першого в її історії великого міжнародного турніру — Кубка африканських націй 2019 року в Єгипті, на якому зіграв у трьох матчах групового турніру, за підсумками якого бурундійська збірна припинила виступи на турнірі. Усього зіграв у складі збірної 10 матчів.

## Титули та досягнення
- Чемпіон Кенії (2):

«Гор Магія»: 2018, 2019